# Alexandru Ion Herlea
Alexandru Ioan Herlea (n. 11 octombrie 1942, Brașov, România) este un inginer, profesor universitar român și francez (cunoscut în Franța ca Alexandre Herlea), fost ministru și ambasador al României.

## Tinerețe
Alexandru Ion Herlea a crescut într-o familie transilvană prezentă de mai multe generații în viața religioasă, culturală și politică a țării. Tatăl său, Alexandru A. Herlea, profesor universitar de drept civil, membru al PNȚ, a fost arestat în 1949 și condamnat politic, în două procese, la 25 de ani de muncă silnică; mama sa, Silvia Herlea, profesoară de filosofie, a fost dată afară din învățământ și trimisă la „munca de jos”, familia fiind atunci „evacuată” din locuința ei.. Din copilărie, Alexandru Ion Herlea a cunoscut privațiunile impuse de regimul comunist: teroarea, sărăcia, lipsurile. Rezistând acestor vicisitudini, reușește să parcurgă cu succes, la Brașov, etapele școlare și ale învățământului superior: școala elementară în limba germană „Honterus”, liceul „Unirea” și „Institutul Politehnic” unde, în 1965 obține diploma de inginer (Facultatea de Mecanică - secția Automobile și Tractoare). Terminând cu medie mare, a fost repartizat în București, la întreprinderea „IRGU”, unde a lucrat timp de doi ani ca inginer. După absolvirea cursurilor de pedagogie ale „Institutului Politehnic București”, devine profesor de cultură tehnică la „Grupul școlar 23 August” (actualmente „Dimitrie Leonida”). Se căsătorește în 1971 și un an mai târziu se refugiază în Franța. Vorbește curent germana, engleza și franceza.

## Carieră profesională
În Franța intră, din toamna anului 1972, în învățămîntul superior ca asistent cercetător la „Conservatoire national des arts et métiers” („CNAM”) din Paris. Aici prepară o teză de doctorat privind motoarele cu ardere internă și obține, în 1977, titlul de doctor în Istoria Științei și Tehnicii. În același an obține și cetățenia franceză. Ca bursier efectuează, în 1978/79, studii post-doctorale în Statele Unite, la universitățile „Princeton”, „Harvard” și „Pennsylvania” precum și la „Institutul Smithsonian”. Întors în Franța, își continuă cariera la „CNAM”, unde, în 1987, devine conferențiar universitar titular, specializat în Istoria Științei și Tehnicii. Predă în paralel la „Ecole Centrale des Arts et Manufactures” din Paris și la „Michigan Technological University” din Statele Unite. Este de asemenea consilier pe probleme de muzeologie tehnică și arheologie industrială, colaborând la realizarea a peste 25 de expoziții, îndeosebi la „Musée National des Arts et Métiers” („MNAM”) și la „Cité des Sciences et de l’Industrie” („CSI”) din Paris.
La universitatea „Paris XI–Sorbonne”, obține în 1993 diploma de „Habilitation à diriger les recherches en sciences” ("abilitarea de a directa cercetări științifice" - care da dreptul de a conduce doctorate) și din 1995 este profesor universitar titular la „Université de Technologie de Belfort-Montbéliard” („UTBM”), unde va fi și membru al directoratului universității. În 2011 se pensionează, devenind profesor emerit și continuând să conducă doctorate. A participat la peste 100 de congrese internaționale și a ținut un mare număr de conferințe în universități și centre de cercetare din Europa și America. A fost ales membru al mai multor societăți savante din diferite țări, societăți în cadrul cărora ocupă adesea poziții de răspundere. Printre ele, „Académie Internationale d'Histoire des Sciences” („AIHS”), Comité des Travaux Historiques et Scientifiques („CTHS”) din Franța și „International Committee for the History of Technology” („ICOHTEC”), al carui președinte a fost. Ca director al relațiilor internaționale ale „UTBM” a inițiat și dezvoltat relații de colaborare cu universități de pe cele cinci continente, acordând o atenție deosebită relațiilor cu universitățile din România.

## Activitate politică
Alexandru Ion Herlea a desfășurat în paralel și o activitate politică, înainte de 1989 fusese membru PNȚ în exil și vice-președinte al filialei Franța a „Uniunii Mondiale a Românilor Liberi” („UMRL”). Din 1990, a devenit membru al conducerii PNȚCD și între 1990 și 1994 președinte al „Acțiunii pentru Democrație în România” (Action pour la Démocratie en Roumanie-„ADER”), filiala PNȚCD–Franța. În această ultimă calitate a organizat, în februarie 1990, prima vizită în străinătate, la Paris, a președintelui PNȚCD Corneliu Coposu.
Între 11 decembrie 1996 și 22 decembrie 1999 a fost Ministrul Integrării Europene în Guvernul României. În această calitate a jucat un rol însemnat în deschiderea negocierilor de aderare a României cu Uniunea Europeană, hotărâre luată la Helsinki, în 10 decembrie 1999. A fost ulterior ambasador, șef al Misiunii României pe lângă UE (2000-2001). În 1998 a fost ales vice-președinte al "Internaționalei Democrat-Creștine" ("IDC") și reales în 2000. Între 2002 și 2009 a fost membru al Comitetului Executiv al "IDC", responsabil cu țările din Europa centrală și de est. În 2009 a demisionat din poziția de vice-președinte PNȚCD, rămînînd simplu membru al partidului.

## Publicații
Alexandru Ion Herlea este autorul, co-autorul sau editorul a 11 carti (listate mai jos) și a peste 50 de articole științifice. A fost membru al mai multor comitete de redație la diferite periodice de specialitate.
- Études pour un traitement automatique des sources en histoire des techniques, CDHT, CNAM, Paris, 1975
- Histoire Générale des Techniques, PUF, Paris, 1978
- Grand Quid - Les Machines, Robert Laffont, Paris, 1981
- Le Livre Mondial des Inventions, 1-ère edition, Paris, 1984
- Les Moteurs, PUF, Paris, 1985
- Europa Moderna, Electa Spa, Milano, 1987
- History of Scientific Instruments, R. Turner Books Ltd, London, 1989
- Science - Technology Relationships, San Francisco Press, San Francisco, 1993
- Technique - L’Encyclopédie Axis, Hachette, Paris, 1994
- L’Energie Solaire en France, CTHS, Paris, 1995
- Materials : Research, Development & Applications, Brepols, Bruxelles, 2002.

A realizat și publicat de asemenea un mare numar de analize și interviuri politice, și a participat la numeroase emisiuni de radio și televiziune atât în România, cât și în Franța.

## Activitate asociativă
În 1991 a înființat asociația « Solidarité Universitaire France-Roumanie » („Solidaritate Universitară Franța-România-SUFR”), al cărui secretar general este și din 2006 devine expert străin al Agenției Române de Asigurare a Calității în Învățământul Superior („ARACIS”). În 2011 este ales președinte al asociației « La Maison Roumaine » („Casa Română”) din Paris , recunoscută în Franța, un an mai tarziu, ca societate savantă.

## Distincții
Alexandru Ion Herlea a primit diferite distincții, printre care :
- în România: „Serviciul Credincios” (mare ofițer)[11], Profesor onorific[12], Doctor Honoris Causa[13] și ordinul „Gogu Constantinescu” (comandor)[14] ;
- în Franța: „La Légion d’Honneur” (comandor si cavaler)[15], „Les Palmes Académiques” (cavaler)[16] și medalia de argint a « Société d’Encouragement au Progrès »[17];
- în Belgia: „Mérite de l’Invention” (cavaler)[18];
- în Germania: premiul „Soziale Marktwirtschaft”[19].

## Legături externe
- Blog Alexandru  Herlea, rubrica Date personale, secțiunile Cursus Studiorum, Note biografice, Curriculum Vitae în limba franceză etc.